# کتاب علمی

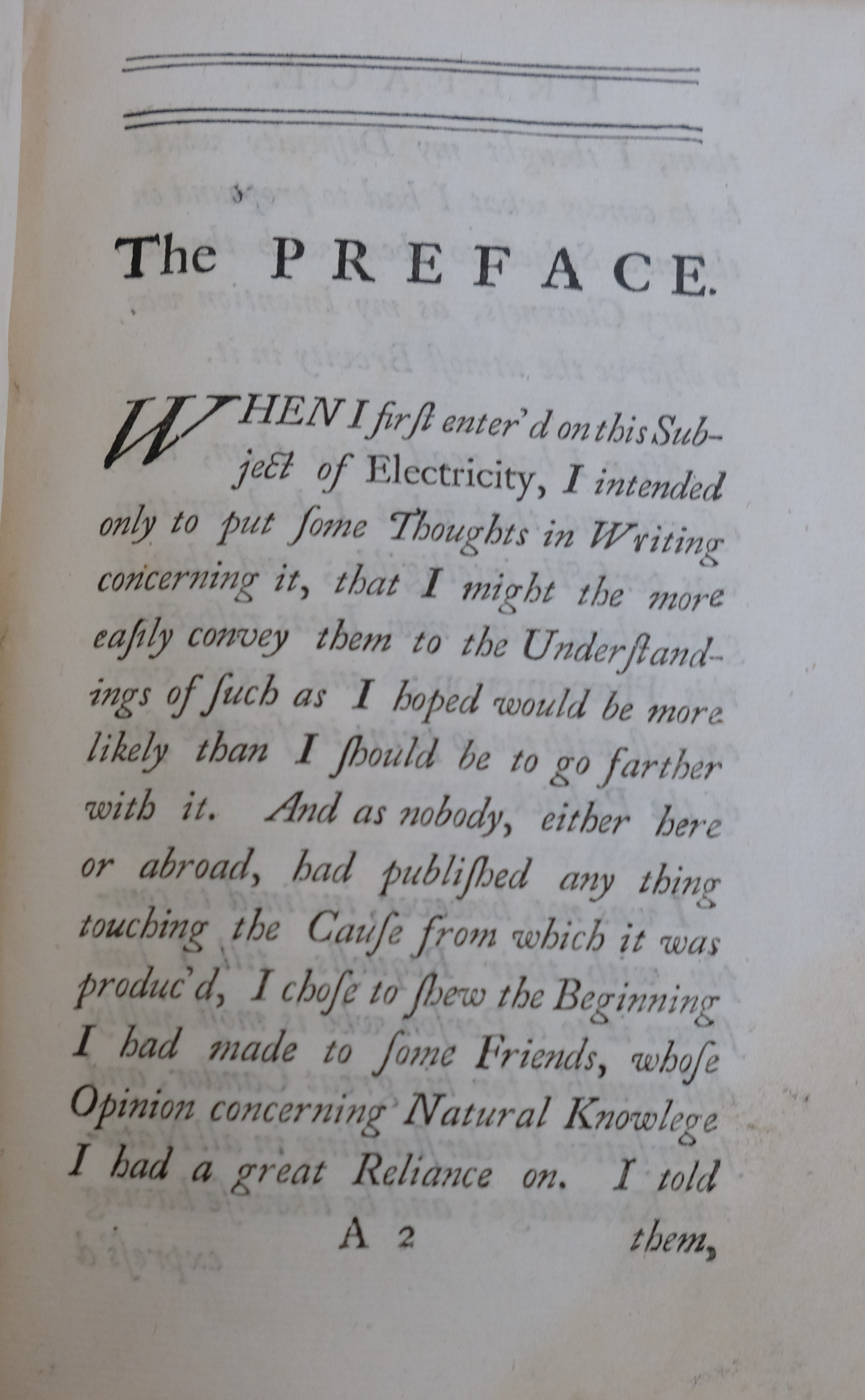
نسخه ۱۷۴۸ جان فریک "مقاله ای برای نشان دادن علت الکتریسیته و اینکه چرا برخی چیزها غیر قابل الکتریسیته هستند." نسخه موجود در کتابخانه و آرشیو نیلز بور، موسسه فیزیک آمریکا، در کالج پارک، مریلند.

کتاب علمی، یک اثر غیر داستانی است که معمولاً به وسیله یک دانشمند، پژوهشگر یا استاد مانند استفان هاوکینگ (تاریخچه مختصر زمان)، یا گاهی به وسیله یک غیر دانشمند مانند بیل برایسون (تاریخچه‌ای مختصر از همه چیز) نوشته شده‌است. معمولاً این کتاب‌ها برای مخاطبان گسترده‌ای که آموزش کلی به جای آموزش به‌طور علمی خاص دارند فرض شده‌اند. این مخالف با مخاطب کوتاه فکر که یک مقاله خواهد داشت، است و بنابراین به عنوان علم محبوب نامیده می‌شود. به این ترتیب، آن‌ها به استعداد قابل توجهی در بخشی از نویسنده که به اندازه کافی موضوعات دشوار برای مردمی که این موضوع ،کاملاً برایشان جدید است و یک ترکیب خوب از داستان سرایی و نوشتن فنی را توضیح دهد نیاز دارند. در انگلستان جایزه انجمن سلطنتی برای کتابهای علمی از معتبرترین جوایز برای نوشته علمی در نظرگرفته شده‌است. در ایالات متحده به‌طور خلاصه جوایز ملی یک دسته‌بندی برای نوشتن علم در ۱۹۶۰ داشتند اما در حال حاضر آن‌ها فقط دسته گسترده‌ای از داستانی و غیر داستانی دارند.
تعدادی از رشته‌هایی که به خوبی به مردم عادی توضیح داده شده‌اند از طریق کتاب‌های علمی وجود دارند. چند نمونه شامل: کارل ساگان در نجوم جارد دیاموند در جغرافی، استفان جی گولد و ریچارد داوکینز در زیست‌شناسی تکاملی، دونالد نورمن بر قابلیت‌ها و روان‌شناسی شناختی، استیون پینکر، نوام چامسکی، و رابرت اورنشتاین در زبان‌شناسی و علوم شناختی، دونالد جوهانسون و رابرت آردری در دیرین‌شناسی و دیسموند موریس در جانورشناسی و انسان‌شناسی و فولویو ملیا در سیاه چاله‌ها.
در یک نظرسنجی که توسط نشریه گودریدز انجام شده‌است کتاب تاریخچه مختصر زمان اثر استفان هاوکینگ به عنوان محبوب‌ترین کتاب علمی انتخاب شده‌است. ده کتاب اول این رتبه‌بندی که با آرای صدها هزار نفر انتخاب شده‌اند عبارتند از:
1. کتاب تاریخچه مختصر زمان اثر استیون هاوکینگ
2. کتاب تاریخچه کوتاهی از تقریباً همه چیز اثر بیل برایسن
3. کتاب ژن خودخواه اثر ریچارد داوکینز
4. کتاب زندگی جاویدان هنریتا لاکس اثر ربکا اسکلوت
5. کتاب کیهان اثر کارل سیگن
6. کتاب اختر فیزیک برای افراد بی‌قرار اثر نیل دگراس تایسن
7. کتاب منشأ انواع اثر چارلز داروین
8. کتاب جهان زیبا: ابر ریسمان‌ها، ابعاد پنهان، و تلاش برای نظریه نهایی اثر برایان گرین
9. کتاب چه می‌شود اگر؟ پاسخ‌های علمی جدی به سوالات فرضی پوچ اثر راندال مونرو
10. کتاب انسان خردمند: تاریخ مختصر بشر اثر یووال هرری.[۲]

## نمونه‌های قابل توجه
- بهترین نوشته علم و طبیعت آمریکا
- بهترین نوشته علمی آمریکا
- بهترین نوشته علمی آنلاین ۲۰۱۲[۳]
- علم محبوب(UK)-وب سایت بر روی کتاب‌ها و نویسندگان[۴]
- کتاب هاب علمی پاپ- وب سایت کتابهاب علمی محبوب جدید[۵]